# Aumond
Aumond est une municipalité de canton de La Vallée-de-la-Gatineau, en Outaouais, au Québec (Canada).

## Histoire
Longtemps connu sous le nom de Sainte-Famille-d'Aumond, le toponyme de la municipalité de canton rappelle Joseph-Ignace Aumond (1810-1879) qui était un important commerçant du bois et également considéré comme un des rois du bois de la région.

## Géographie
La rivière Gatineau délimite l'ouest de la municipalité du nord au sud. La rivière Joseph traverse la municipalité du sud vers le nord jusqu'à sa confluence avec la rivière Gatineau au centre-ouest de la municipalité.

## Démographie
| 1991 | 1996 | 2001 | 2006 | 2011 | 2021 |
| ---- | ---- | ---- | ---- | ---- | ---- |
| 594  | 592  | 640  | 775  | 725  | 754  |

## Administration
Les élections municipales se font en bloc pour le maire et les six conseillers.
| Aumond Maires depuis 2001                                                                                            |                  |                      |          |
| Élection | Maire            | Qualité              | Résultat |
| 2001 | Joseph Bénard    |                      | Voir     |
| 2005 | Jean Giasson     |                      | Voir     |
| n/d | Germain St-Amour |                      | Voir     |
| 2009 | Denis Charron    |                      | Voir     |
| 2013 | Denis Charron    | Voir                 |          |
| 2017 | Alphée Moreau    |                      | Voir     |
| 2021 | Alphée Moreau    | Voir                 |          |
| juin 2022 | Mario Langevin   | Maire suppléant      | Voir     |
| août 2022 | Anne Lévesque    | Mairesse suppléante  | Voir     |
| oct. 2022 | Mario Langevin   | Conseiller municipal | Voir     |
| Élection partielle en italique Depuis 2005, les élections sont simultanées dans toutes les municipalités québécoises |                  |                      |          |